# Trương Hành
Trương Hành (giản thể: 张衡; phồn thể: 張衡; bính âm: Zhāng Héng; Wade–Giles: Chang Hêng; trong một vài tài liệu được phiên âm là Trương Hoành, 78–139) là nhà bác học Trung Quốc thời Đông Hán (25–220). Quê quán ở Nam Dương, Hà Nam, ông là nhà thiên văn học, toán học, nhà sáng chế, nhà địa lý, người vẽ bản đồ, học sĩ, nhà thơ, chính khách và nhà nghiên cứu văn chương nổi tiếng. Ông đã theo học tại các cố đô Lạc Dương và Trường An, và bắt đầu sự nghiệp với một chức quan nhỏ ở Nam Dương.